# Oscar Plattner
Oscar Plattner, né le 17 février 1922 à Tschappina et mort le 21 août 2002 à Zurich, est un coureur cycliste suisse. Il a notamment été champion du monde de vitesse amateur en 1946 et professionnel en 1952.

## Palmarès sur piste

### Championnats du monde
- 1946
  -  Champion du monde de vitesse individuelle amateurs
- 1952
  -  Champion du monde de vitesse individuelle professionnels
- 1955
  -  Médaillé d'argent de la vitesse individuelle professionnels
- 1956
  -  Médaillé de bronze de la vitesse individuelle professionnels
- 1960
  -  Médaillé d'argent de la vitesse individuelle professionnels
- 1962
  -  Médaillé de bronze de la vitesse individuelle professionnels

### Six Jours
- 1951
  - Six jours de Copenhague (avec Kay Werner Nielsen)
- 1953
  - Six jours de Hanovre (avec Hans Preiskeit)
  - Six jours d'Anvers (avec Achiel Bruneel)
- 1956
  - Six jours de Paris (avec Jean Roth et Walter Bucher)
  - Six jours d'Aarhus (avec Fritz Pfenninger)
- 1961
  - Six jours de Madrid (avec Armin von Büren)
  - Six jours de New York (avec Armin von Büren)
- 1962
  - Six jours d'Anvers (avec Rik Van Looy et Peter Post)

### Championnats d'Europe
- 1956
  -  Médaillé d'argent de la vitesse
- 1960
  -  Médaillé de bronze de l'américaine (avec Lucien Gillen)

### Championnats nationaux
- Champion de Suisse de vitesse individuelle amateurs en 1944, 1945, 1946
- Champion de Suisse de vitesse individuelle professionnels en 1947, 1948, 1949, 1950, 1951, 1952, 1953, 1954, 1955, 1958, 1960, 1961, 1962, 1963, 1964
- Champion de Suisse de l'américaine en 1958 et 1959 avec Walter Bucher

### Autres compétitions
- Grand Prix de Copenhague de vitesse amateurs : 1946
- Prix de l'Espérance : 1947
- Grand Prix de Paris : 1953
- Grand Prix d’Anvers : 1956

## Palmarès sur route
| - 1942 - 3e du championnat de Suisse sur route amateurs - 1944 - 2e du Championnat de Zurich amateurs - 1946 - Champion de Suisse sur route amateurs - 8e du championnat du monde sur route amateurs | - 1947 - 3e du Tour du Nord-Ouest de la Suisse - 1948 - Zurich-Lausanne |